# Philipp II. von Daun

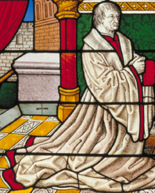
Erzbischof Philipp II. von Daun; Ausschnitt vom Passions-Fenster des Kölner Doms, 1508

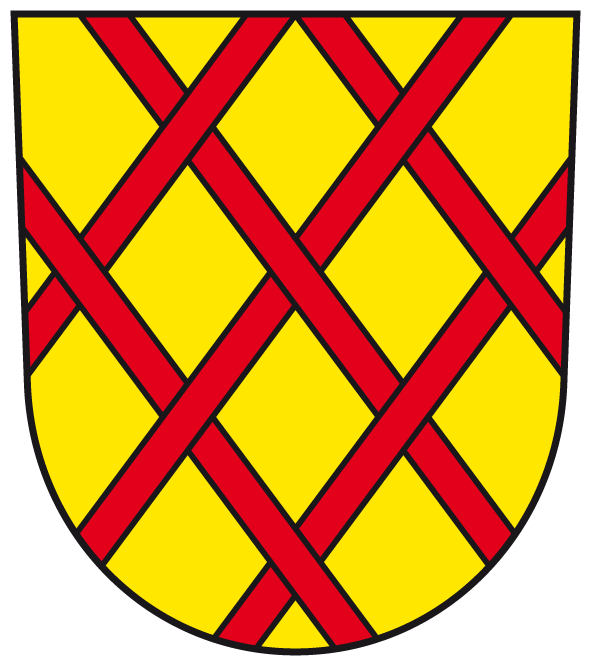
Wappen des Adelsgeschlechtes derer von Daun

Philipp von Daun-Oberstein (* 1463; † 12. Februar 1515 in Bonn-Poppelsdorf) war als Philipp II. von 1508 bis 1515 Kurfürst und Erzbischof von Köln.

## Leben

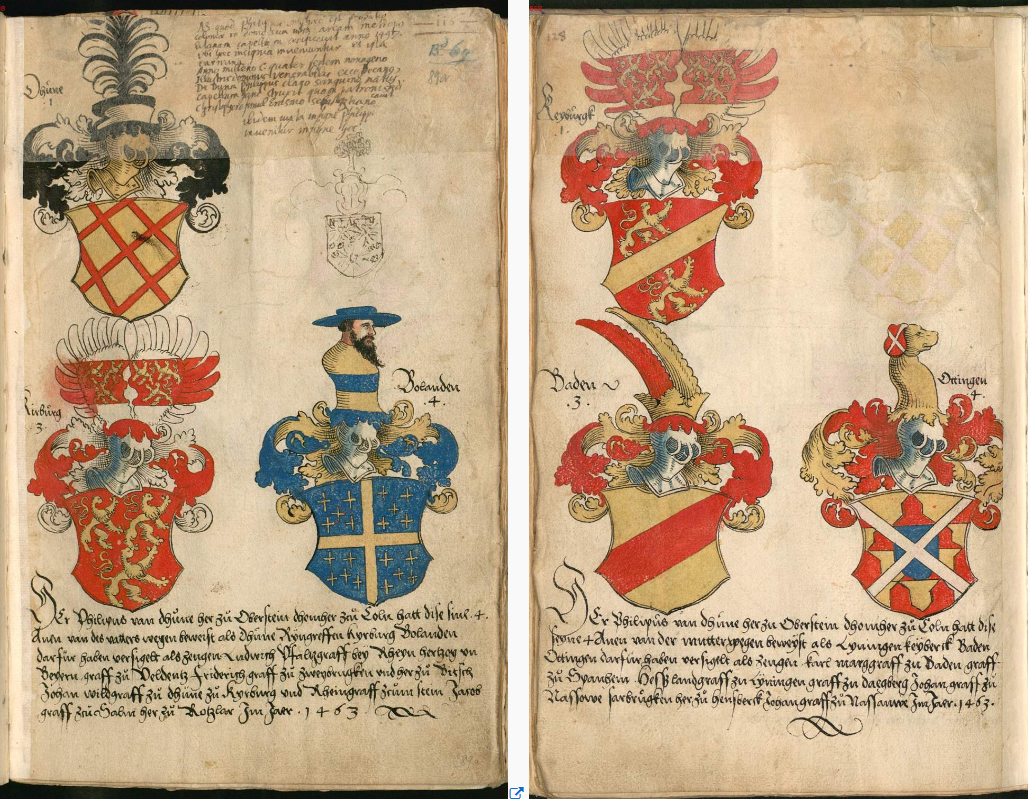
Ahnenwappen des Philipps II. von Daun anlässlich seiner Aufschwörung als Kölner Domherr 1463; Wappenbuch des Johann Gottfried von Redinghoven (1628–1704)

Philipp stammte aus dem Adelsgeschlecht der Daun-Oberstein. Er war der vierte Sohn des Freiherren Wirich IV. von Daun-Oberstein (1418–1501) und dessen Ehefrau Gräfin Margaretha von Leiningen-Hardenburg-Kyburg. Er hatte drei Brüder und vier Schwestern.
Als vierter Sohn war er früh für den geistlichen Stand bestimmt worden. Er erhielt kurz nach seiner Geburt eine Domherren-Präbende in Köln, wurde 1488 Domscholaster und 1489 Domdechant in Köln. Zudem Domherr in Trier, wählte ihn das Kölner Domkapitel am 13. November 1508 zum Erzbischof von Köln. Er setzte sich gegen den Herzog Erich II. von Sachsen-Lauenburg durch, der dann seine Kandidatur zurückzog und Bischof von Münster wurde. Nachdem er am 31. Januar 1509 die päpstliche Bestätigung erhalten hatte, erhielt er am 3. April 1509 die Legatenwürde und gut zwei Wochen später am 18. April das Pallium. Die Bischofsweihe empfing er am 14. November 1509 durch den Bischof von Lüttich, Erard de La Marck.
Als Ratgeber seines Vorgängers war Philipp von Daun mit dessen Herrschaftsorganisation nicht nur vertraut, sondern wohl auch einverstanden. Jedenfalls übernahm er seine Hofordnung ohne Änderungen und bestätigte sie. Ähnlich wie sein Vorgänger geriet er mit der Stadt Köln über die Hoheitsrechte in Streit. Von seinem geistlichen Wirken sind seine regelmäßigen Provinzialsynoden bekannt.
Philipp von Daun-Oberstein verstarb zu Bonn-Poppelsdorf und wurde neben seinem Vorgänger Hermann von Hessen im Kölner Dom beigesetzt.